# تالاب آق‌گل
تالاب آق‌گل یکی از تالاب‌های طبیعی و بزرگ‌ترین تالاب فصلی استان همدان است که در مرز استان‌های مرکزی و همدان قرار دارد.
این تالاب در ۲۰ کیلومتری شمال شرقی شهر ملایر و یک کیلومتری جنوب شرقی شهر اسلام‌شهر آق‌گل از توابع ملایر واقع شده‌است.
همچنین این تالاب در ۲۵ کیلومتری شمال غرب شهر خنداب قراردارد.
تالاب آقگل ملایر در فهرست آثار ملی ایران به ثبت رسیده‌است و جزء مناطق شکار ممنوع است.